# Monyane Moleleki
 (mai 2020).
Si vous disposez d'ouvrages ou d'articles de référence ou si vous connaissez des sites web de qualité traitant du thème abordé ici, merci de compléter l'article en donnant les références utiles à sa vérifiabilité et en les liant à la section « Notes et références ».
Monyane Moleleki, né le 5 janvier 1951, est un homme politique lésothien, actuel vice Premier-ministre et ministre des Affaires parlementaires depuis 2017.
Il est ministre des Affaires étrangères de 2004 à 2007, ministre des Ressources naturelles de 2007 à 2012 et ministre de la Police et de la Sécurité publique de 2015 à 2016.

## Biographie
Nommé au gouvernement en tant que ministre des Ressources nationales en 1993, Moleleki a été brièvement kidnappé avec trois autres ministres par des soldats le 14 avril 1994; un autre ministre, le vice-Premier ministre Selometsi Baholo, a été tué dans cet incident. La police a ensuite déclenché une grève en mai 1994, et Moleleki a démissionné et a quitté le pays pour le Botswana, déclarant qu'il pensait qu'il était susceptible d'être ciblé pour être assassiné ensuite. En mars 1995, il est retourné au Lesotho et a été arrêté par des membres du Service de sécurité nationale le 29 mars. Il a été élu secrétaire général adjoint du Parti du Congrès du Basutoland au pouvoir lors d'une conférence du parti en mars 1996. En décembre 1996, il est devenu ministre de l'Information et de la Radiodiffusion à la suite du décès de l'ancien ministre, Pakane Khala, en novembre et en juin 1998, il a de nouveau été nommé ministre des Ressources naturelles.
Il aurait été blessé par balle et blessé au bras lors d'une attaque à son domicile la nuit du 29 janvier 2006.
En juin 2017, Tom Thabane devient Premier ministre et nomme Monyane Molekeki vice-Premier ministre.